# Ailano
Ailano ist eine italienische Gemeinde (comune) mit 1165 Einwohnern (Stand 31. Dezember 2023) in der Provinz Caserta in Kampanien. Die Gemeinde liegt etwa 37 Kilometer nordnordwestlich von Caserta. Sie ist Bestandteil der Comunità Montana del Matese. Die südliche Gemeindegrenze bildet der Volturno.